# Liste des plus gros diamants bruts
La liste des plus gros diamants bruts est une liste partielle des plus grands diamants non synthétiques dont le poids de la pierre brute (non taillée) dépasse les 200 carats (40 grammes). La liste n'est pas destinée à être exhaustive — par exemple, la mine de Cullinan (anciennement Premier) produit à elle seule 135 diamants de plus de 200 carats depuis le début de l'exploitation minière[réf. nécessaire]. De Beers ne publie généralement pas d'informations sur les découvertes de grands diamants.
| Carats               | Nom                                                    | Pays                                            | Mine                                         | Date       | Propriétaire actuel |
| -------------------- | ------------------------------------------------------ | ----------------------------------------------- | -------------------------------------------- | ---------- | --- |
| 3.167                | Sergio (carbonado),                                    | Brésil, peut-être d'espace extra-atmosphérique. | Trouvé au-dessus du sol à Lençóis            | 1895       | Finalement vendu à I.K. Gulland de Londres, où il est cassé en petits morceaux pour des forets diamantés industriels.                             |
| 3.106,75             | Cullinan                                               | Afrique du Sud                                  | Mine Premier                                 | 1905       | Couronne britannique (I et II) et Charles III (III–IX). Le plus grand diamant de qualité gemme jamais découvert.                                  |
| 2.492                | Motswedi                                               | Botswana                                        | Mine de Karowe                               | 2024       | Lucara Diamond |
| 1.758                | Sewelô                                                 | Botswana                                        | Mine de Karowe                               | 2019       | Louis Vuitton, |
| 1.174                |                                                        | Botswana                                        | Mine de Karowe                               | 2021       | Lucara Diamond |
| 1.111                | Lesedi La Rona                                         | Botswana                                        | Mine de Karowe                               | 2015       | Graff Diamonds |
| 1.098                |                                                        | Botswana                                        | Mine de Jwaneng                              | 2021       | Debswana |
| 1.080                | [ 18 ]                                                 | Botswana                                        | Mine de Karowe                               | 2023       | |
| 998                  | [ 19 ]                                                 | Botswana                                        | Mine de Karowe                               | 2020       | |
| 995,2                | Excelsior                                              | Afrique du Sud                                  | Mine de Jagersfontein                        | 1893       | Robert Mouawad |
| 968,9                | Étoile de Sierra Leone                                 | Sierra Leone                                    | Mine de Diminco                              | 1973       | Harry Winston |
| 910                  | Légende du Lesotho                                     | Lesotho                                         | Mine de Letseng                              | 2018       | Samir Gems et Taché Diamonds |
| 890                  | Incomparable                                           | République démocratique du Congo                | Société minière de Bakwanga                  | 1984       | Louis Glick |
| 813                  | La Constellation                                       | Botswana                                        | Mine de Karowe                               | 2015       | Nemesis International DMCC |
| 793                  | Koh-i-Noor                                             | Inde                                            | Mine de Kollur                               | 13e siècle | British Crown |
| 780                  | Grand Moghol                                           | Inde                                            |                                              |            | |
| 777                  | Étoile du Millénaire                                   | République démocratique du Congo                | Mbuji-Mayi                                   | 1990       | De Beers |
| 770                  | Diamant de la rivière Woyie                            | Sierra Leone                                    | Rivière Woyie                                | 1945       | |
| 755,5                | Jubilé d'Or                                            | Afrique du Sud                                  | Mine Premier                                 | 1985       | Gouvernement de la Thaïlande |
| 726,6                | Vargas                                                 | Brésil                                          | Rivière San Antonio                          | 1938       | |
| 726                  | Le Jonker                                              | Afrique du Sud                                  | Elandsfontein                                | 1934       | |
| 709                  | Diamant de la Paix                                     | Sierra Leone                                    | Mine artisanale                              | 2017       | Graff Diamonds (acheté pour 6,5 millions de dollars US)                                                                                           |
| 692,3                | [ 26 ]                                                 | Botswana                                        | Mine de Karowe                               | 2023       | |
| 650,8                | Le Jubilé                                              | Afrique du Sud                                  | Mine de Jagersfontein                        | 1895       | Robert Mouawad |
| 620                  | Le Sefadu                                              | Sierra Leone                                    | Mine de Diminco                              | 1970       | Lazare Kaplan |
| 616                  | L'Octaèdre de Kimberley                                | Afrique du Sud                                  | Mine de Dutoitspan                           | 1974       | De Beers |
| 603                  | Promesse du Lesotho                                    | Lesotho                                         | Mine de Letseng                              | 2006       | Graff Diamonds |
| 602                  | Santo Antônio                                          | Brésil                                          | Rivière Santo Antônio do Bonito              | 1994       | |
| 601                  | Brun du Lesotho                                        | Lesotho                                         | Mine de Letseng                              | 1967       | |
| 600                  | Goias                                                  | Brésil                                          | Rivière Verissimo                            | 1906       | |
| 599                  | Centenaire                                             | Afrique du Sud                                  | Mine Premier                                 | 1986       | |
| 587                  | Esprit de de Grisogono                                 | République centrafricaine                       |                                              |            | |
| 581                  | Wynn                                                   | Brésil                                          | Rivière Amazone                              | 2002       | |
| 552,74               | [ 28 ]                                                 | Canada                                          | Mine de Diavik                               | 2018       | |
| 550                  | Étoile de Letseng                                      | Lesotho                                         | Mine de Letseng                              | 2011       | |
| 549                  | Sethunya                                               | Botswana                                        | Mine de Karowe                               | 2020       | Lucara Diamond |
| 507,                 | Héritage de Cullinan                                   | Afrique du Sud                                  | Mine de Cullinan (anciennement Mine Premier) | 2009       | Chow Tai Fook Jewellery |
| 493,24               | Héritage de Letseng                                    | Lesotho                                         | Mine de Letseng                              | 2007       | SAFDICO (Graff Jewellers) |
| 490                  | Le Kimberley                                           | Afrique du Sud                                  | Mine de Kimberley                            | 1921       | |
| 478[réf. nécessaire] | Lumière de Letseng                                     | Lesotho                                         | Mine de Letseng                              | 2008       | |
| 476,7                | Prospérité de Meya                                     | Sierra Leone                                    | Mine de Meya                                 | 2017       | |
| 472,37               |                                                        | Botswana                                        | Mine de Karowe                               | 2018       | "Top light brown". Vendu en juin 2018 |
| 470                  | [ 33 ]                                                 | Botswana                                        | Mine de Karowe                               | 2021       | Top light brown. |
| 460,2                |                                                        | Afrique du Sud                                  | Mine de Cullinan (anciennement Mine Premier) | 2009       | |
| 460                  | Darcy Vargas                                           | Brésil                                          | Rivière Santo Antonio do Bonito              | 1939       | |
| 460                  | Charneca 1                                             | Brésil                                          | Rivière Santo Ignacio                        | 1940       | |
| 439                  | Icône de Letseng                                       | Lesotho                                         | Mine de Letseng                              | 2020       | Samir Gems and Taché Diamonds |
| 434,6                | Lumière de Paix de Zale                                | Sierra Leone                                    |                                              | 1969       | Vendu en 1980 à un acheteur inconnu |
| 428,5                | Collier de Patiala                                     | Afrique du Sud                                  | Mine de De Beers                             | 1888       | Disparu |
| 424,89               | L'Héritage de la Mine de Cullinan                      | Afrique du Sud                                  | Mine de Cullinan                             | 2019       | Choron Group |
| 410                  | Le Régent                                              | Inde                                            | Mine de Paritala-Kollur                      | 1698       | Louvre, France |
| 404,2                | 4 de Fevereiro,                                        | Angola                                          | Projet diamantifère de Lulo                  | 2016       | De Grisogono |
| 401,97,              |                                                        | Russie                                          |                                              | 2016       | Vendu par Alrosa et JSC Almazy Anabara à Taché Diamonds et Samir Gems                                                                             |
| 393,5                |                                                        | Botswana                                        | Mine de Karowe                               | 2021       | |
| 378                  | [ 41 ]                                                 | Botswana                                        | Mine de Karowe                               | 2021       | |
| 373                  |                                                        | Botswana                                        | Mine de Karowe                               | 2015       | Graff Diamonds |
| 367                  | Princesse de Letseng                                   | Lesotho                                         | Mine de Letseng                              | 2021       | Samir Gems et Taché Diamonds |
| 357,61               |                                                        | Lesotho                                         | Mine de Letseng                              | 2018       | Light brown |
| 357                  | Dynastie de Letseng                                    | Lesotho                                         | Mine de Letseng                              | 2015       | |
| 353,9                | Rose Premier                                           | Afrique du Sud                                  | Mine Premier                                 | 1978       | Robert Mouawad |
| 347                  |                                                        | Botswana                                        | Mine de Karowe                               | 2016       | |
| 342,92               |                                                        | Afrique du Sud                                  | Mine de Cullinan                             | 2021       | |
| 342,57               | 26e Congrès du Parti Communiste de l'Union Soviétique, | Russie / Union soviétique                       | Mine de Mir                                  | 1980       | Diamond Fund, Moscou |
| 341,9                | Reine du Kalahari                                      | Botswana                                        | Mine de Karowe                               | 2015       | Acheté par Chopard en partenariat avec Taché Diamonds et Samir Gems                                                                               |
| 341                  | [ 47 ]                                                 | Botswana                                        | Mine de Karowe                               | 2021       | |
| 327,48               |                                                        | Botswana                                        | Mine de Karowe                               | 2018       | Vendu pour 10,1 millions de dollars US en juin 2018                                                                                               |
| 320,65               | Alexandre Pouchkine,                                   | Russie / Union soviétique                       | Pipe d'Udachnaya                             | 1989       | Diamond Fund, Moscou |
| 300,12               | Diamant Gruosi                                         | Inde                                            |                                              |            | |
| 300 (?)              | Orlov                                                  | Inde                                            |                                              | ~1750      | Diamond Fund, Moscou |
| 299                  |                                                        | Afrique du Sud                                  | Mine de Cullinan                             | 2021       | Vendu à Stargems DMCC en mars 2021 pour 12,18 millions de dollars US                                                                              |
| 298,48               | Le Créateur,                                           | Russie                                          | Exploitation alluviale, République de Sakha  | 2004       | Gouvernement de la République de Sakha; conservé dans le Diamond Fund, Moscou                                                                     |
| 296,66               |                                                        | Botswana                                        | Mine de Karowe                               | 2016       | |
| 295,8                |                                                        | Afrique du Sud                                  | Mine de Cullinan                             | 2021       | Vendu à Stargems DMCC pour 13,9 millions de dollars US                                                                                            |
| 295                  |                                                        | Lesotho                                         | Mine de Letseng                              | 2024       | |
| 287,42               | Jaune de Tiffany                                       | Afrique du Sud                                  | Mine Premier                                 | 1877       | Tiffany & Co. |
| 280                  |                                                        | Afrique du Sud                                  | Mine de Jagersfontein                        | 1902       | |
| 271                  |                                                        | Canada                                          | Mine Victor                                  | 2018       | De Beers |
| 269,7                |                                                        | Botswana                                        | Mine de Karowe                               | 2015       | |
| 267,53               | Sans nom                                               | Brésil                                          | Lit de diamants de Pontesinha                | Inconnu    | |
| 256,6                |                                                        | Botswana                                        | Mine de Karowe                               | 2013       | |
| 254,5                | Étoile du Sud                                          | Brésil                                          | Rivière Bagagem                              | 1853       | Dernièrement chez Cartier, 2002 |
| 254                  |                                                        | Lesotho                                         | Mine de Letseng                              | 2021       | |
| 253,7                | Diamant Oppenheimer                                    | Afrique du Sud                                  | Mine de Dutoitspan                           | 1964       | Smithsonian Institution |
| 249,89               |                                                        | Botswana                                        | Mine de Karowe                               | 2017       | |
| 248,9,               | Étoile de la Terre                                     | Afrique du Sud                                  | Mine de Jagersfontein                        | 1967       | |
| 246                  |                                                        | Lesotho                                         | Mine de Letseng                              | 2021       | Samir Gems et Taché Diamonds |
| 245,42               |                                                        | Botswana                                        | Mine de Karowe                               | 2016       | |
| 245                  |                                                        | Lesotho                                         | Mine de Letseng                              | 2022       | Samir Gems et Taché Diamonds |
| 242                  | L'Étoile de Manami                                     | Botswana                                        | Mine de Jwaneng                              | 2018?      | Taillé en un diamant de 88,22 carats; vendu aux enchères à Hong Kong par Sotheby's pour 13,8 millions de dollars US à un collectionneur japonais. |
| 241,8                | Russie Libre                                           | Russie / Union soviétique                       | Mine de Sytykanskaya                         | 1991       | Diamond Fund, Moscou |
| 240,8                | Taylor-Burton                                          | Afrique du Sud                                  | Mine Premier                                 | 1966       | |
| 240                  |                                                        | Botswana                                        | Mine de Karowe                               | 2019       | |
| 239                  |                                                        | Botswana                                        | Mine de Karowe                               | 2013       | |
| 236                  |                                                        | Russie                                          | Mine d'Ebelyakh                              | 2020       | Alrosa, Moscou. Diamant brun/jaune. |
| 235,17               | La Ville de Vilyuysk                                   | Russie                                          | Mine de Yubileynaya                          | 2013       | |
| 235                  |                                                        | Angola                                          | Mine de Lulo                                 | 2023       | |
| 233                  |                                                        | Lesotho                                         | Mine de Letseng                              | 2020       | |
| 232,4                |                                                        | Russie                                          | Mine d'Udachnaya                             | 2019       | |
| 232,1                |                                                        | Afrique du Sud                                  | Mine de Cullinan                             | 2014       | |
| 232,05               | Étoile de Yakoutie,                                    | Russie / Union soviétique                       | Mine de Mir                                  | 1973       | Diamond Fund, Moscou |
| 227                  |                                                        | Angola                                          | Mine de Lulo                                 | 2017       | Lucapa Diamond |
| 224,47               |                                                        | Botswana                                        | Mine de Karowe                               | 2016       | |
| 223                  |                                                        | Botswana                                        | Mine de Karowe                               | 2019       | |
| 221,47               | Blanc Manhattan Lycos                                  | Afrique du Sud                                  | Manhattan Diamonds                           | 2012       | |
| 217,39               | L'Étoile d'Angola                                      | Angola                                          | Mine de Luarica                              | 2007       | Diamond in the Rough, New York City |
| 216,96               |                                                        | Botswana                                        | Mine de Karowe                               | 2017       | |
| 215                  |                                                        | Lesotho                                         | Mine de Mothae                               | 2021       | |
| 214,65               | Boris Eifman                                           | Russie                                          | Mine de Nyurbinskoye                         | 2016       | Alrosa |
| 212,49               |                                                        | Lesotho                                         | Mine de Letseng                              | 2024       | |
| 210,55               | Premier                                                | Russie / Union soviétique                       | Mine de Mir                                  | 1991       | Diamond Fund, Moscou |
| 208                  |                                                        | Angola                                          | Mine de Lulo                                 | 2023       | |
| 207,29               | Enfants d'Asie                                         | Russie                                          | Mine de Zarnitsa                             | 2016       | Alrosa |
| 203                  |                                                        | Angola                                          | Mine de Lulo                                 | 2024       | |
| 202                  |                                                        | Lesotho                                         | Mine de Letseng                              | 2017       | Acheté par Taché Diamonds et Samir Gems |
| 200,74               | 60e anniversaire du Komsomol,                          | Russie / Union soviétique                       | Mine de Mir                                  | 1978       | Diamond Fund, Moscou |